# Taxkorgan (gmina)
Taxkorgan, także Tashkurgan (chiń. 塔什库尔干乡; pinyin: Tǎshíkù’ěrgān Xiāng) – gmina w zachodnich Chinach, w regionie autonomicznym Sinciang, w prefekturze Kaszgar, w tadżyckim powiecie autonomicznym Taxkorgan. W 2005 roku gmina miejska liczyła 4392 mieszkańców. 

## Historia
W 1959 roku na obszarze dzisiejszej gminy utworzono komunę Wa’erxidie (瓦尔希迭公社), którą w 1966 roku przemianowano na Dongfanghong (东方红公社). W 1975 roku komuna ludowa otrzymała nazwę Taxkorgan. Komunę zlikwidowano w lutym 1985 roku i utworzono w jej miejsce gminę Taxkorgan.